# 島根県道210号周布停車場線
島根県道210号周布停車場線（しまねけんどう210ごう すふていしゃじょうせん）は、島根県浜田市を通る一般県道である。

## 概要
JR西日本山陰本線 周布駅から国道9号・島根県道305号美川周布線交点に至る。

### 路線データ
- 起点：浜田市治和町（JR西日本山陰本線 周布駅前）
- 終点：浜田市治和町（周布郵便局前交差点、国道9号交点、島根県道305号美川周布線終点）

## 歴史
- 1958年（昭和33年）6月13日 - 島根県告示第525号により認定される。
- 1972年（昭和47年）頃 - 現行の県道番号に変更される。

## 地理

### 通過する自治体
- 浜田市

### 交差する道路
| 交差する道路                    | 交差する場所         | 交差する場所              |
| ------------------------------- | -------------------- | ------------------------- |
| 国道9号 島根県道305号美川周布線 | 治和町（ちわちょう） | 周布郵便局前交差点 / 終点 |

### 沿線
- JR西日本山陰本線 周布駅
- 周布郵便局